# 大西大介
大西 大介（おおにし だいすけ、1941年（昭和16年）6月25日 - ）は、日本の実業家。香川県高松市出身の名士。元カナック代表取締役会長・社長・相談役、名誉顧問、元カマタマーレ讃岐代表取締役会長、カマタマーレ讃岐後援会会長、元浜田恵造後援会会長、元玉翠会会長、元稲門会香川県支部支部長、西日本土木株式会社監査役、高松市トライアスロン協会名誉会長、盛和塾香川世話人、114あぐら会会長、香川県経営者協会会長、香川県経済同友会代表幹事、香川県ゴルフ協会会長 などを歴任した。

## 経歴
1960年3月(昭和35年) 高松高校卒業　(玉翠会会長)
1965年3月(昭和40年) 早稲田大学理工学部卒業　(稲門会香川県支部支部長)
1966年5月(昭和41年) 関西電業株式会社（現株式会社カナック）取締役
1988年5月(昭和63年) 株式会社カナック代表取締役社長
2007年5月(平成19年) 株式会社カナック代表取締役会長
2008年6月(平成20年) 株式会社カナック相談役
2014年6月(平成26年) 株式会社カナック名誉顧問（現任）
| スタブアイコン | サブスタブ | この項目は、まだ閲覧者の調べものの参照としては役立たない、人物に関連した書きかけの項目です。この項目を加筆・訂正などしてくださる協力者を求めています（P:人物伝/PJ:人物伝）。 |